# Feštetićové
Feštetićové, později Festeticsové z Tolny (původně chorvatsky Feštetići nebo obitelj Feštetić, známější pod maďarským přepisem Festetics de Tolna, či německy Festetics von Tolna, ale jsou známy i další podoby Festetich, Ferstetich či Ferztheschych) je původně starobylý chorvatský hraběcí a knížecí rod usazený v Uhrách. Největšího rozkvětu zaznamenal rod v době Rakouska-Uherska.

## Historie
8. srpna 1746 byl bratrům Josefovi a Kryštofovi Festeticsům (synové z druhého manželství Pavla Festeticse) k rodovému příjmení přidán predikát de Tolna (resp. von Tolna). 5. listopadu 1766 byl Josefův nejstarší syn Pavel Festetics z Tolny (1725–1782) povýšen do hraběcího stavu z rukou Marie Terezie. Titul byl dědičný v mužské i ženské linii.
21. června 1911 povýšil císař František Josef I. hraběte Tassila Festeticse z Tolny (1850–1933) do knížecího stavu s právem užívat oslovení Jasnost (Durchlaucht). Jeho vnuk kníže Jiří (György Pál Tasziló, * 1940) je současnou hlavu rodu.
V roce 1973 se Dénes Festetics de Tolna (1943) stal členem nizozemské šlechty s dědičným hraběcím titulem.

## Významní členové rodu
Mezi významné členy rodu patřili či patří například:
- Leo Festetics (1800–1884), maďarský hudební mecenáš a skladatel
- Tassilo Festetics (1813–1883), rakouský generál
- György Festetics (1815–1883), politik, ministr uherské vlády, nejvyšší hofmistr Uherského království
- Marie Festeticsová (1839–1923), první dvorní dáma císařovny Alžběty
- Andor Festetics (1843–1930), uherský politik, ministr zemědělství
- Tassilo Festetics (1850–1933), politik, nejvyšší hofmistr Uherského království, 1911 povýšen na knížete
- Sándor Festetics (1882–1956), uherský politik, stoupenec nasicmu v Maďarsku, ministr obrany
- Maria Josef Ernst "Ernõ" Festetics (1915–?), uherský automobilový závodník na vozech Maserati[1]
- Antal Festetics (* 1937), rakouský biolog
- György Pál Tasziló Festetics
- Marijo Feštetić

Výraz Festetics může také odkazovat na:
- Zámek Festetics v maďarské obci Keszthely
- Budapešťské Festeticsovo smyčcové kvarteto